# Patrick Walden
Patrick Walden (ur. 5 października 1978 w Londynie, zm. 20 czerwca 2025) – brytyjski muzyk. Dawny gitarzysta grupy rockowej Babyshambles, założonej przez Pete'a Doherty'ego.
Przed przyłączeniem się do Babyshambles był członkiem różnych londyńskich zespołów, m.in. Fluid, the Six Cold Thousand i The White Sport. W The White Sport razem z nim grał inny przyszły członek Babyshambles, perkusista Adam Ficek. Pracował także jako gitarzysta sesyjny, grając na gitarze i basie w nagraniach takich artystów jak grupy Whitey, The Honeymoon, 500 and Crave oraz James Blunt.
Jest współtwórcą (razem z Pete’em Dohertym) wielu utworów Babyshambles. Wśród piosenek skomponowanych przez duet Doherty/Walden są "Fuck Forever", "Loyalty Song", "The Man Who Came To Stay", "352 Days", "In Love With a Feeling", "Up the Morning", "Pipe Down", "32nd of December" i "8 Dead Boys". Jest współautorem sześciu z szesnastu piosenek z debiutanckiego albumu Babyshambles Down in Albion.
W grudniu 2005 opuścił grupę Babyshambles.